# Wewoka
Wewoka è una città degli Stati Uniti, situata nello Stato dell'Oklahoma, nella contea di Seminole, della quale è il capoluogo.